# Jean-Louis Rosier
Jean-Louis Rosier (1925. június 14. – Orcines, 2011. július 1.) francia autóversenyző, Louis Rosier fia. Apjával együtt győzelmet szerzett az 1950-es Le Mans-i 24 órás autóversenyen.

## Pályafutása
Jean-Louis részt vett a második világháború utáni első Le Mans-i 24 órás versenyen 1949-ben. Édesapja váltótársaként állt rajthoz a futamon, egy Talbot-Lago autóval. Kettősük már a huszonegyedik körben kiesett, miután technikai problémák adódtak az autójukkal. A következő évben újfent apjával állt rajthoz a viadalon. Ezúttal az első helyen értek célba, egy körrel megelőzve a második helyen befutó Pierre Meyrat és Guy Mairesse alkotta párost. 1951-ben, 53-ban és 54-ben is elindult Le Mans-ban. Ezeken a versenyeken már nem apjával szerepelt, és nem is ért jelentősebb sikereket.

## Eredményei
Le Mans-i 24 órás autóverseny
| Év   | Csapat                | Autó             | Csapattárs         | Helyezés | Kiesés oka |
| ---- | --------------------- | ---------------- | ------------------ | -------- | ---------- |
| 1949 | Ecurie Rosier         | Talbot Spéciale  | Louis Rosier       | Kiesett  | ?          |
| 1950 | Ecurie Rosier         | Talbot T26GS     | Louis Rosier       | Győzelem |            |
| 1951 | Team Renault          | Renault 4CV 1063 | Jean Estager       | Kiesett  | Baleset    |
| 1953 | RNU Renault           | Renault 4CV 1063 | Robert Schollemann | 23.      |            |
| 1954 | FRA Jean-Louis Rosier | Talbot T26GS     | Pierre Meyrat      | Kiesett  | Baleset    |

## Fordítás
- Ez a szócikk részben vagy egészben  a   Jean-Louis Rosier című német Wikipédia-szócikk fordításán alapul.  Az eredeti cikk szerkesztőit annak laptörténete sorolja fel. Ez a jelzés csupán a megfogalmazás eredetét és a szerzői jogokat jelzi, nem szolgál a cikkben szereplő információk forrásmegjelöléseként.